# Der 7bte Zwerg
Der 7bte Zwerg is een Duitse animatiefilm uit 2014. De regie was in handen van Harald Siepermann - die overleed tijdens de productie ten gevolge van kanker - en Boris Aljinovic.
De film is een sequel van de liveactionfilms "7 Zwerge - Männer allein im Wald" en "7 Zwerge – Der Wald ist nicht genug".

## Verhaal
Prinses Rose viert haar achttiende verjaardag, maar de ijsfee Dellamorta spreekt een vloek uit: als Rose zich prikt aan een scherp voorwerp voor middernacht, zal het hele koninkrijk slapen voor honderd jaar. Door de klunzigheid van dwerg Bobo prikt Rose zich alsnog. De zeven dwergen moeten op zoek gaan naar keukenjongen Jack die verliefd is op Rose. Jack kan met "een werkelijke liefdeskus" de vloek ongedaan maken.

## Stemacteurs
| Acteur              | Personage                                 | Engelse stemacteur |
| ------------------- | ----------------------------------------- | ------------------ |
| Mia Diekow          | Rose (prinses)                            | Peyton List        |
| Christian Brückner  | Burner (draak)                            | Norm MacDonald     |
| Nina Hagen          | Dellamorta (ijsfee)                       | Nina Hagen         |
| Ritesh Accajeea     | naamloze dwerg                            | Breckin Meyer      |
| Otto Waalkes        | Bubi (dwerg)                              |                    |
| Mirco Nontschew     | Tschakko (dwerg)                          | Matt Gilbert       |
| Boris Aljinovic     | Cloudy (dwerg)                            | Al Parrish         |
| Ralf Schmitz        | Sunny (dwerg)                             | Geoff May          |
| Gustav Peter Wöhler | Cookie (dwerg)                            | Joe Marth          |
| Martin Schneider    | Speedy (dwerg)                            | Cameron Elvin      |
| Norbert Heisterkamp | Ralfie (dwerg)                            | Peter Karwowski    |
| Henning Nöhren      | Jack (keukenjongen)                       | James Frantowski   |
| Cosma Shiva Hagen   | Sneeuwwitje                               | Lindsay Goodtimes  |
| Peter Weck          | koning                                    | Dave Pender        |
| Sascha Grammel      | knutselaar                                |                    |
| Das Bo              | Herman                                    |                    |
| Leonhard Mahlich    | Sherman                                   |                    |
| Daniel Welbat       | zingende haan (De Bremer stadsmuzikanten) |                    |
| Tanya Kahana        | Roodkapje                                 |                    |
| Jan-David Rönfeldt  | Boze Wolf                                 |                    |
| Stefan Fredrich     | De gelaarsde kat                          |                    |
| Olaf Reichmann      | Kikkerprins                               |                    |
| Douglas Welbat      | Riese                                     |                    |
| Katja Brügger       | heks                                      |                    |
| Alexander Stamm     | Rumpelstilzchen                           |                    |
| Millie Forsberg     | Aschenputtel                              |                    |
| Uwe Jellinek        | Portretschilder                           |                    |
| Anita Hopt          | eenhoorn                                  |                    |
| Santiago Ziesmer    | "mini"-dwerg                              |                    |
| Michael Nowka       | poppenspeler                              |                    |
| Gerald Schaale      | wachter                                   |                    |
| Friedel Morgenstern | Gretel                                    |                    |
| Nicolas Rathod      | Hansel                                    |                    |
| Ralph Thiekötter    | verteller                                 |                    |